# Magnoliowy dworek
Magnoliowy dworek (ang. Magnolia Manor) – zrekonstruowany dwór znajdujący się w Cairo, hrabstwo Alexander. Wpisany do Narodowego Rejestru Miejsc Historycznych od 17 grudnia 1969 roku.

## Historia
Dworek został wybudowany w Cairo przez biznesmena Charlesa A. Galighera w 1869 roku. Posiada 14 pokoi zbudowana z czerwonej cegły, która posiada podwójne ściany, oddzielone od siebie 10 calową przerwą, która chroni przed wilgocią. W dworku jest wiele oryginałów dostarczonych w XIX wieku. Galigher był przyjacielem Ulyssesa Granta, od czasu gdy dowodził fortem w Cairo Kiedy Grant przeszedł na emeryturę po dwóch kadencjach prezydenckich był honorowym gościem uroczystości w magnoliowym dworku.